# Daddy
"Daddy" é uma canção gravada pela cantora americana Beyoncé para o seu álbum de estreia Dangerously in Love. A música foi escrita por Beyoncé e por Mark Batson. Essa canção não estava prevista para aparecer na lista de faixas do álbum. A gravadora Columbia Records lançou a música como single promocional no iTunes Store no dia 3 de junho de 2003.

## Composição
"Daddy" é uma canção de quase cinco minutos de R&B. O primeiro verso da canção começa com Beyoncé relembrando os momentos que ela e seu pai Mathew Knowles viverem durante sua infância.
Ela também canta sobre o desejo de estar com um homem que tem qualidades semelhantes às de seu pai, ela relembra momentos bons que viveu com ele cantando: "Guardo cada memória insubstituível e é por isso que eu quero que meu futuro filho seja como meu pai, eu quero que meu marido seja como meu pai, não existe mais ninguém como meu pai."
De acordo com Marc Anthony Neal, do PopMatters, Beyoncé também demonstra confiança em sua feminilidade na música. De certa forma, Beyoncé presta homenagem ao seu pai nesta música.